# بولين (إيطاليا)
بولين ( فالدوتان : Polèn أو Pollèn ) وهي بلدة وكومونا في منطقة وادي أوستا في شمال غرب إيطاليا.